# Maciej Stawowiak
Maciej Stawowiak (ur. 25 września 1947 w Warszawie) – polski kierowca rajdowy, mistrz Polski z 1980 roku.

## Życiorys
Prawo jazdy uzyskał w wieku 16 lat. Debiutował w rajdach pod koniec lat 60., zwyciężając Zastavą w Rajdzie Monte Calvaria. W 1969 roku startował jako pilot rajdowy, a od 1970 – jako kierowca i pilot. Był pilotem Marka Trzaskowskiego, Marka Szramowskiego i Marka Variselli – z tym ostatnim wystartował w Rajdzie Safari w 1974 roku.
Jako kierowca wygrał Polskim Fiatem 125p Rajd Warszawski w 1971 roku. Rok później został fabrycznym kierowcą FSO. W 1973 roku zajął z pilotem Janem Czyżykiem trzecie miejsce we wliczanym do klasyfikacji Rajdowych Mistrzostw Świata Rajdzie Polski. W tym samym roku zajął drugie miejsce w Rajdowym Pucharze Pokoju i Przyjaźni (mistrzostwach krajów socjalistycznych), natomiast rok później został mistrzem. Również w 1974 roku zajął ósme miejsce w klasyfikacji generalnej Rajdowych Mistrzostw Europy. W roku 1975 był dwunasty w Rajdzie Monte Carlo. W roku 1976 Fiatem 124 Abarth zajął drugie miejsce w Rajdzie Złote Piaski oraz trzecie w Rajdzie Volán i Rajdzie Tatry.
W sezonie 1977 był czwarty w klasyfikacji mistrzostw Polski (drugie miejsce w Rajdzie Kormoran oraz trzecie w Rajdzie Wisły i Rajdzie Krakowskim). Rok później powtórzył czwarte miejsce, wygrywając w Rajdzie Warszawskim i Rajdzie Elmot. Od 1979 roku regularnie startował Polonezem 2000. Po zwycięstwach w Rajdzie Warszawskim i Rajdzie Stomil został wicemistrzem RSMP. Od sezonu 1980 jego pilotem był Ryszard Żyszkowski. Wówczas to Stawowiak został mistrzem Polski (zwycięstwa w Rajdach: Elmot, Wisły i Krakowskim), zajął ponadto dziesiąte miejsce w Rajdzie Portugalii, dzięki czemu zdobył jeden punkt i został sklasyfikowany na 68 miejscu w Mistrzostwach Świata. W 1981 roku startował wyłącznie za granicą, zdobywając czwarte miejsce w Rajdowym Pucharze Pokoju i Przyjaźni. W 1982 roku zarzucił starty w rajdach.
Ogółem w mistrzostwach Polski wygrał siedem rajdów i 28 OS.

## Wyniki w rajdach WRC
| Legenda oznaczeń w tabelach dot. wyników | Legenda oznaczeń w tabelach dot. wyników |
| Oznaczenie                               | Wyjaśnienie |
| ---------------------------------------- | --- |
| Złoty                                    | Zwycięzca |
| Srebrny                                  | 2. miejsce |
| Brązowy                                  | 3. miejsce |
| Zielony                                  | Ukończył, punktował (w klasyfikacji generalnej gdy kierowca był sklasyfikowany oznacza zdobycie punktów w rajdzie poza trzema powyższymi opcjami) |
| Niebieski                                | Ukończył, nie punktował |
| Różowy                                   | Nie ukończył (NU) |
| Czarny                                   | Zdyskwalifikowany (DK) |
| Biały                                    | Nie został zgłoszony (-) |

| Sezon | Zespół  | Samochód                          | 1      | 2     | 3      | 4     | 5      | 6      | 7      | 8     | 9      | 10    | 11     | 12     | 13    | 14 | 15 | 16 | Punkty | Miejsce |
| ----- | ------- | --------------------------------- | ------ | ----- | ------ | ----- | ------ | ------ | ------ | ----- | ------ | ----- | ------ | ------ | ----- | -- | -- | -- | ------ | ------- |
| 1973  | FSO     | Polski Fiat 125p 1500             | MCO NU | SWE - | POR -  | KEN - | MAR -  | GRE -  | POL 3  | FIN - | AUT -  | ITA - | USA -  | GBR -  | FRA - |    |    |    | 0      | -       |
| 1975  | OBR FSO | Polski Fiat 125p 1600 Monte Carlo | MCO 12 | SWE - | KEN -  | GRE - | MAR -  | POR -  | FIN -  | ITA - | FRA -  | GBR - |        |        |       |    |    |    | 0      | -       |
| 1976  | OBR FSO | Polski Fiat 125p 1600 Monte Carlo | MCO DK | SWE - | POR -  | KEN - | GRE -  | MAR -  | FIN -  | ITA - | FRA -  | GBR - |        |        |       |    |    |    | 0      | -       |
| 1977  | OBR FSO | Polski Fiat 125p 1600 Monte Carlo | MCO NU | SWE - | POR -  | KEN - | NZL -  | GRE 14 | FIN -  | CAN - | ITA -  | FRA - | GBR NU |        |       |    |    |    | 0      | -       |
| 1979  | OBR FSO | FSO Polonez 2000                  | MCO -  | SWE - | POR -  | KEN - | GRE NU | NZL -  | FIN 41 | CAN - | ITA -  | FRA - | GBR -  | CIV -  |       |    |    |    | 0      | -       |
| 1980  | OBR FSO | FSO Polonez 2000                  | MCO -  | SWE - | POR 10 | KEN - | GRE 17 | ARG -  | FIN -  | NZL - | ITA -  | FRA - | GBR NU | CIV -  |       |    |    |    | 1      | 68      |
| 1981  | OBR FSO | FSO Polonez 2000                  | MCO -  | SWE - | POR -  | KEN - | FRA -  | GRE -  | ARG -  | BRA - | FIN 29 | ITA - | CIV -  | GBR 25 |       |    |    |    | 0      | -       |